# Demonax laticollis
Demonax laticollis är en skalbaggsart som beskrevs av Dauber 2003. Demonax laticollis ingår i släktet Demonax och familjen långhorningar. Inga underarter finns listade i Catalogue of Life.